# Anacharsis
Anacharsis (grekiska Anaʹcharsis; Ἀνάχαρσις) var en skytisk filosof som reste från sitt hemland vid Svarta havets norra kuster till Aten. Inom filosofin räknas han som proto-cyniker.

## Biografi
Anacharsis var enligt Diogenes Laertios son till en man vid namn Guros och bror till skyterkonungen Kaduidas. Anacharsis mor skall ha varit av grekisk börd. Anacharsis tycks ha anlänt till Aten någon gång under den fyrtiosjunde olympiaden (592-589 f.Kr.), när Eukrates var arkont (591/590 f.Kr.). Ungefär vid samma tidpunkt var den atenske statsmannen Solon i färd med att formulera sina lagar för det atenska statsskicket. Under sin tid i Aten tycks Anacharsis ha blivit personlig vän till Solon och många av de fragment som finns bevarade relaterar till samtal mellan de båda. Anacharsis skall ha varit den förste metoikern (utlänning) som erhöll atenskt medborgarskap. Enligt vissa källor invigdes han dessutom i de eleusinska mysterierna, ett privilegium enbart tillgängligt för dem som talade flytande grekiska.
Efter det att Anacharsis lämnat Aten reste han tillbaka till sitt skytiska hemland. Enligt de antika källorna hamnade han där i onåd på grund av sin fallenhet för hellenskt kulturutövande. Enligt samma källor skall han ha dödats av sin bror, troligen då kung Kaduidas, under en jakt. En annan berättelse kring hans död framhåller att han mördades när han var i färd med att utföra grekiska Kybeleriter. Enligt båda versionerna var det hans fallenhet åt det grekiska som föranledde mordet.

## Filosofi
Inget verk av Anacharsis finns bevarat, men enligt antika författare skrev han dels en jämförande studie mellan skytiska och grekiska lagar, dels en bok om krigskonst. Enligt Cicero finns också tio brev tillskrivna Anacharsis, men inget av dessa anses idag genuint. Hans filosofi framträder endast via citat från andra författare där den främsta källan är Diogenes Laertios. Ur dessa fragment framträder ett filosofiskt ställningstagande som innehåller både syniska och till viss del stoiska inslag. De senare framträder i uttalanden om återhållsamhet. Exempelvis: "Vinstocken har tre druvor: den första är njutningen, den andra är ruset, den tredje är vämjelsen". Enligt Diogenes Laertios skall hans statyer också varit prydda med texten "Behärska din tunga, din mage och ditt kön".
Plutarkhos berättar om Anacharsis besök i Aten där han uppsökte lagstiftaren Solon och vann dennes vänskap. 
Anacharsis cyniska sida syns främst i hans kritik av ologiska förhållanden i samtiden. Ett par exempel på sådant uttrycks i hans förvåning över att "hos hellenerna är det experterna som tävlar medan lekmännen är domare" , eller "hellenerna förbjuder övervåld men hedrar atleter som slår på varandra".

## Antika referenser
Herodotos iv. 46, 76-7; Lucianus, Scytha; Cicero, Tusc. Disp. v. 32; Diogenes Laërtius i. 101-5; Plutarchos Solon 5, 6;  Athenaeus, iv. 159, x. 428, 437, xiv. 613; Aelianus, Varia Historia, v. 7